# 六紋兔脂鯉
六紋兔脂鯉，為輻鰭魚綱脂鯉目脂鯉亞目上口脂鯉科的其中一個種，分布於南美洲Papagaio與Tapajos河流域，體長可達8公分，棲息在底中層的水域，生活習性不明。